# 象を撃つ
『象を撃つ』（ぞうをうつ、原題: Shooting an Elephant）は、英国の作家ジョージ・オーウェルによるエッセイである。1936年末に文学雑誌『ニュー・ライティング』に初めて掲載された。1948年10月12日には、BBCホームサービスでラジオ放送された。
エッセイ内では、英国人の語り手（恐らくオーウェル自身）が、当時の英領ビルマで警察官として働く最中、暴れていたゾウを射殺するよう依頼された時の経験が綴られている。作中で語り手自身は象を射殺することに抵抗を感じていたのにもかかわらず、現地民の期待も受けて象を撃った結果、象は苦痛を伴いながら徐に死んでいく結末を迎えた。物語は、植民地主義全体と、「抑圧者となった白人が奪うのは、自分自身の自由である」というオーウェルの見解とを比喩していると考えられている。
オーウェル自身も作中の語り手と同じような立場の人間としてビルマに滞在した経験があるが、このエッセイの内容がどれ程自伝的なのかについては議論があり、フィクションなのか否かを決定づけるような根拠は見つかっていない。オーウェルの死後本作は、Shooting an Elephant and Other Essays (1950)、Inside the Whale and Other Essays (1957)、Selected Writings (1958)などにたびたび再掲されている。
2022年のインタビューで、オーウェルの子のリチャード・ブレアは、『象を撃つ』は、『絞首刑』と並んで父のエッセイの中でも最も優れた作品の一つであると考えていると述べた。

## 背景

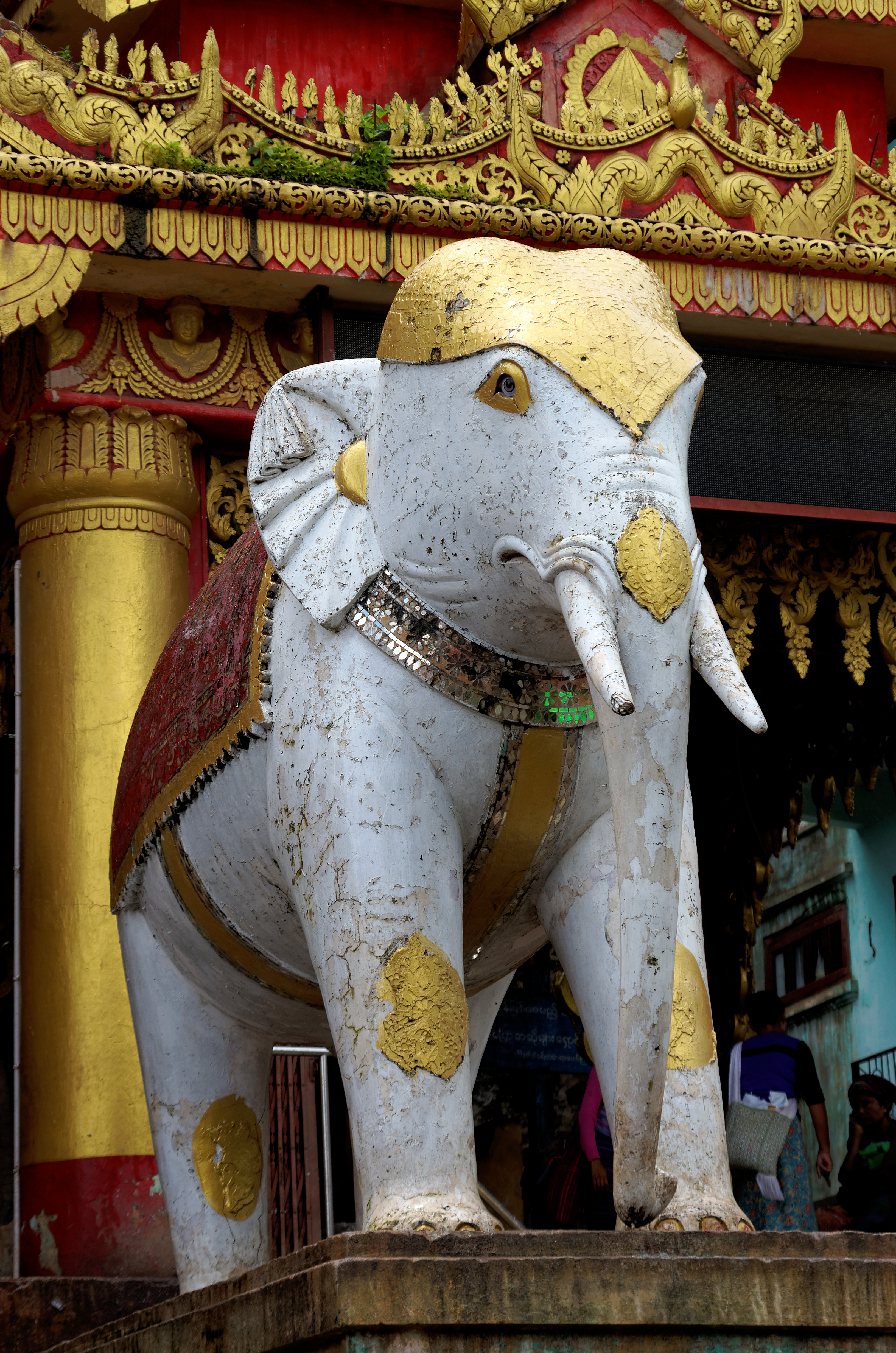
寺院に置かれた白象の像。ビルマにおいて白象は神聖視されてきた歴史がある。

大英帝国は19世紀前半から約60年間にかけて、三度の英緬戦争を経てビルマ支配を固め、これを英領インド帝国に組み入れていった。ビルマは当初からインド帝国内の州の一つとして統治されていたが、1937年にインドから分離され、その後1948年1月4日に独立を達成した。インドの中流家庭で生まれながら英国本土で育ったオーウェルは労働者階級の生活に強い関心を持ち、1922年から1927年までの間インド帝国警察に警部補として勤務していた。
当時オーウェルがいたモーラミャインの街は、丸太を運ぶために木材会社に使われた象で溢れていたという。また、一般に飼育されている象は何百年間にもわたってビルマ人の生活の一角を成しており、さらに希少な白象は仏教の伝説に基づき純粋さと力の象徴であると信じられ、崇められていたとされる。オーウェルが1926年にこのモーラミャインに移った時に感じたとされるのは、オーウェル自身が帰属する植民地帝国に対する反対の感情であり、当初ラドヤード・キップリングに触発されて抱いていたような英国統治下のインドに対するロマンの感情は徐々に薄れ、帝国による残酷な統治の実態を間近で目の当たりにしたのだという:223。本作においてオーウェルは、植民地帝国に対する自身の反感と現地民の自身に対する憎悪との間で如何にして板挟みになったかを述べている。「仮面を被ると、顔がそれに合わせて変形していく」といったように、作中で語り手は、現地民が自分に期待することを実行せざるを得ない状況に、徐々に追い詰められていく:224。

## あらすじ

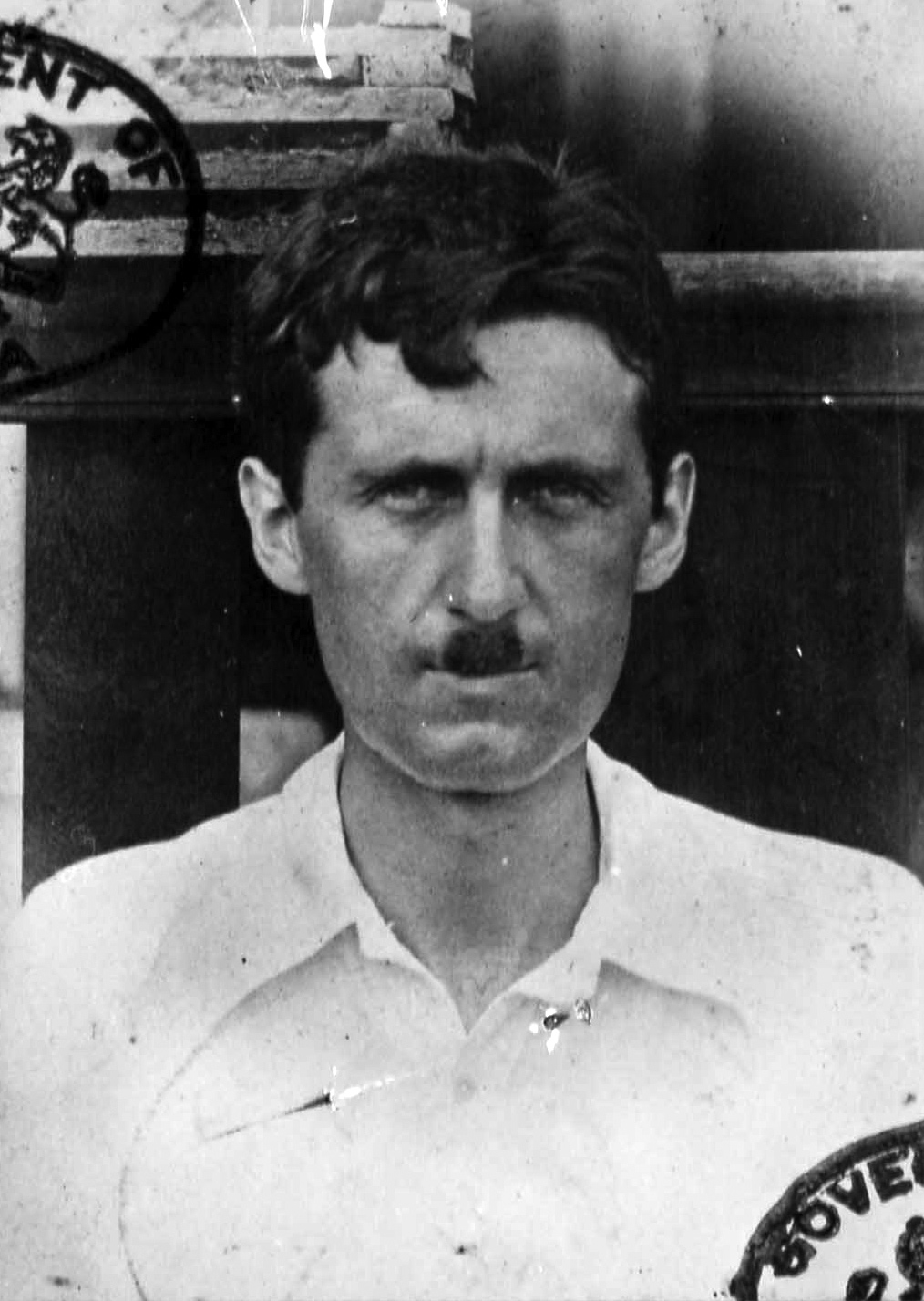
インド帝国警察の警察官時代に撮影されたオーウェルの旅券写真。

英国支配下のモーラミャインの街で警察官を務める語り手（オーウェル）は、知識人の一人として被支配民のビルマ人に共感を抱きつつも、ビルマで反欧州感情が強まっていた当時、公には帝国による抑圧の象徴と見なされており、現地人から挑発や嘲笑の対象とされていた。
ある時語り手は、普段は大人しいはずの象が一頭暴れているとの通報を受け、.44口径のウィンチェスターライフルを携えてポニーに乗り、象がいるという街へ向かった。街の最貧地区に入ったが、聞き込みで得られた情報は大方矛盾しており、語り手は通報はでっち上げだと考えてその場を離れようとした。ところがその時、子どもを追い払う女性の怒鳴り声が聞こえたため、行ってみると、そこには象によって踏み殺されたインド人苦力の死体があった。語り手はすぐに象撃ち銃を手配させ、象が立っている水田へと向かった。
象は既に大人しくなっていたため、語り手は象を撃つべきでないと考えていたが、象が射殺されることを期待する周囲の群衆によるプレッシャーも同時に感じていた。現地民に象の様子について質問するなどして時間を稼いだが、結局象に向けて数発銃を撃ち、傷を負わせた。ただ象はまだ生きており、苦痛に悶えながら死に行く姿は見るに堪えず、語り手はその場を立ち去った。最終的に象の死体は現地人らにより数時間かけて骨まで剥ぎ取られたという。後になって、年配の欧州人らは象を射殺したのは最善策だったと語り手を評価した一方で、若い欧州人らは殺された苦力よりも象のほうが価値があるとして象を射殺したことを非難した。一方語り手は、自分が象を撃ったのは自身が現地民による軽蔑の対象となることを避けるためだったということを周囲の人が理解しているのかということを頻繁に気に掛けていた。

## 関連するテーマ

### 帝国主義
オーウェルは反帝国主義者として、帝国主義による支配は支配者にも被支配者にも破滅を持たらすという考えを広めた。作中でオーウェルは語り手に「私は既に帝国主義が邪悪なものであると心の中で既にはっきり決めていた。（中略）私は完全にビルマ人を支持し、抑圧者たる英国人に反対していた。」というように、英国による帝国主義に対する不満を明確に述べさせている。作中で語り手は、植民地主義における実態とは、支配者により支配が行われているのではなく、むしろ被支配者の意志が支配者の行動を左右しているのであると認識している。
語り手は象を撃つべきでないと考えていたにもかかわらず、現地民による期待が語り手の意に反して彼に象を撃たねばならないと悟らせている。そのありさまは作中で「私は背後にいる黄色い顔の者たちによってあちらこちらに動かされるただの滑稽な操り人形に過ぎなかった。」と綴られている。同時に語り手は、自分自身が被支配者に厳格な法を課していると共に、象を撃つことを自分自身が強制されていることに気付いている。これは英国が植民地支配を実行することで、支配者はビルマ人の自由を抑圧すると共に、自分自身の自由をも放棄してしまうという、覇権主義の本質的な問題を描画している。

### 語り手による矛盾した言説

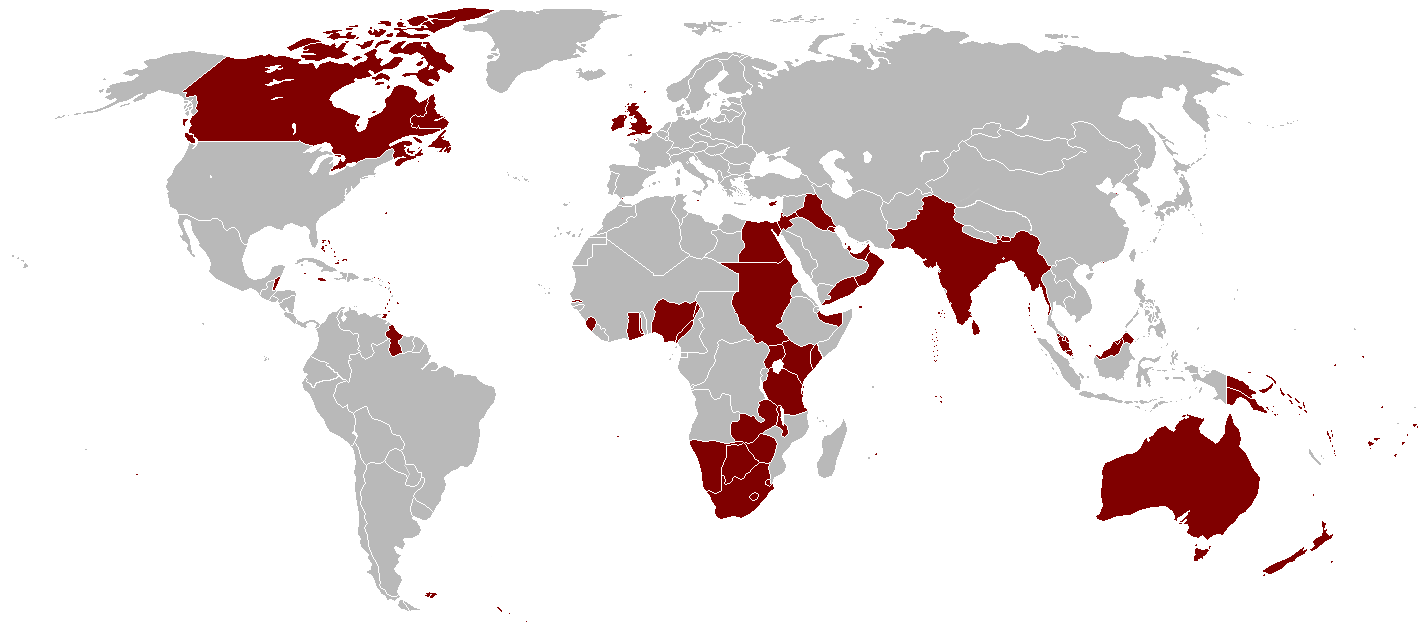
大英帝国全盛期の植民地の分布

作中で語り手は、自身が現地民の完全な味方であることを表明しているかたわらで、自身を日常的に嘲笑するビルマ人僧侶に対して「内臓に銃剣を突き刺してやることがこの世で最大の喜びだ」と考えていたことを明言していたり、現地民の若者のことを「黄色い顔」と表現したりなど、帝国主義的・植民地主義的な言説も見られている。オーウェル研究者の吉岡栄一は、批評家のホミ・K・バーバが、この矛盾した言説はまさに両面価値性の発現であると指摘していることを挙げた上で、この両面価値性によって、植民地の支配者自身が引き裂かれた矛盾の中に巻き込まれているということが暴露されているのではないかと述べている:89-90。

## 映画
2015年に、フアン・パブロ・ロシー監督とアカデミー賞ノミネート作家であるアレク・スコロウとの下で、本作を原作とした短編映画が公開された。主人公のエリック・ブレア役にバリー・スローンが起用され、ロケは全編ネパールで行われた。

## フィクション性に関する議論

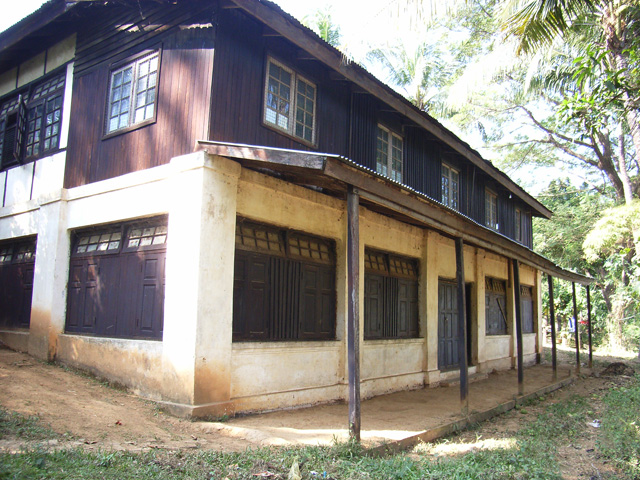
カサの英国人クラブの屋舎。2006年撮影。

作中で描かれている出来事がどの程度事実に基づいているかは議論の的となっている。バーナード・クリックは自身が著した伝記『ジョージ・オーウェル――ひとつの生き方』の中で、オーウェルの行動を記した独立した情報源は無く、また象という貴重な財産が失われた割りには公式の事件記録が見当たらないとして、オーウェルが本当に象を撃ったということに関して疑問を投げかけている。
一方、オーウェル全集の編集者であるビーター・デイヴィソンは、オーウェルと同時期にビルマにいたジョージ・ステュアートという人物へのインタビューを掲載しており、そこでステュアートは、オーウェルは当時木材会社にとっては貴重な財産でもあった象を撃ったことに対する懲罰として、カサという上ビルマの街に異動されたと語っている:224–225。また、デイヴィソンは1926年3月22日の Rangoon Gazette の記事を引用しており、そこにはE・C・ケニーという軍人が同様の状況で象を撃ったことが記されている:225。
なお、吉岡栄一は、本作に「エッセイ」の定義を当てはめようとすれば、「この定義概念をどことなくすり抜けてゆくような文学要素が、いくつか存在しているように思われる」と指摘している。その上で、本作は「エッセイ」よりも、ある程度作為性が許容されるであろう「スケッチ」に分類した方が良いかも知れず、さらにその場合、作中の語り手は「自己劇化されたフィクション性を身にまとった『私』ではないか」と論じている:90-91。

## 訳書
- 『象を撃つ　オーウェル評論集1』平凡社ライブラリー、1995年、新装版2009年、全4巻
川端康雄編、元版は「著作集Ⅰ」平凡社、1970年、全4巻
- 『オーウェル評論集』小野寺健編訳、岩波文庫、1982年
- 『あなたと原爆　オーウェル評論集』秋元孝文訳、光文社古典新訳文庫、2019年
- 『動物農場』高畠文夫訳、角川文庫、1972年